# Otón II de Montferrato
Otón II (también llamado Otho, Ottone, u Oddone; 1015-20 de noviembre de 1084) fue el marqués de Montferrato desde 1042 hasta su muerte en 1084. 
Otón fue el hijo y sucesor de Guillermo III y su esposa Waza. Otón se casó con Constanza, hija de Amadeo II de Saboya. Fue sucedido por su hijo Guillermo IV. Su segundo hijo, Enrique fue el fundador de la dinastía de marqueses de Occimiano. 